# Comtat de Polk (Oregon)
Polk és un dels 36 comtats de l'estat d'Oregon, als Estats Units. En el cens del 2020 tenia 87.433 habitants. La seu del comtat és Dallas. El comtat rep el nom de l'onzè president dels Estats Units: James Knox Polk.
El comtat de Polk forma part de l'àrea estadística metropolitana de Salem, Oregon, que també s'inclou a l'àrea estadística combinada Portland - Vancouver -Salem, Oregon- WA . Està situat a la vall de Willamette.

## Geografia

Mapa del comtat de Polk

Segons l'Oficina del Cens el comtat té una superfície total de 744 milles quadrades (1,930 km2) de les quals 741 milles quadrades (1,920 km2) son terra ferma i 3.1 milles quadrades (8.0 km2), el 0,4  %) son cobertes per les aigües.
La meitat oriental del comtat és a la vall de Willamette. El riu Willamette forma la frontera oriental del comtat, separant-lo del veí comtat de Marion.

### Comtats adjacents

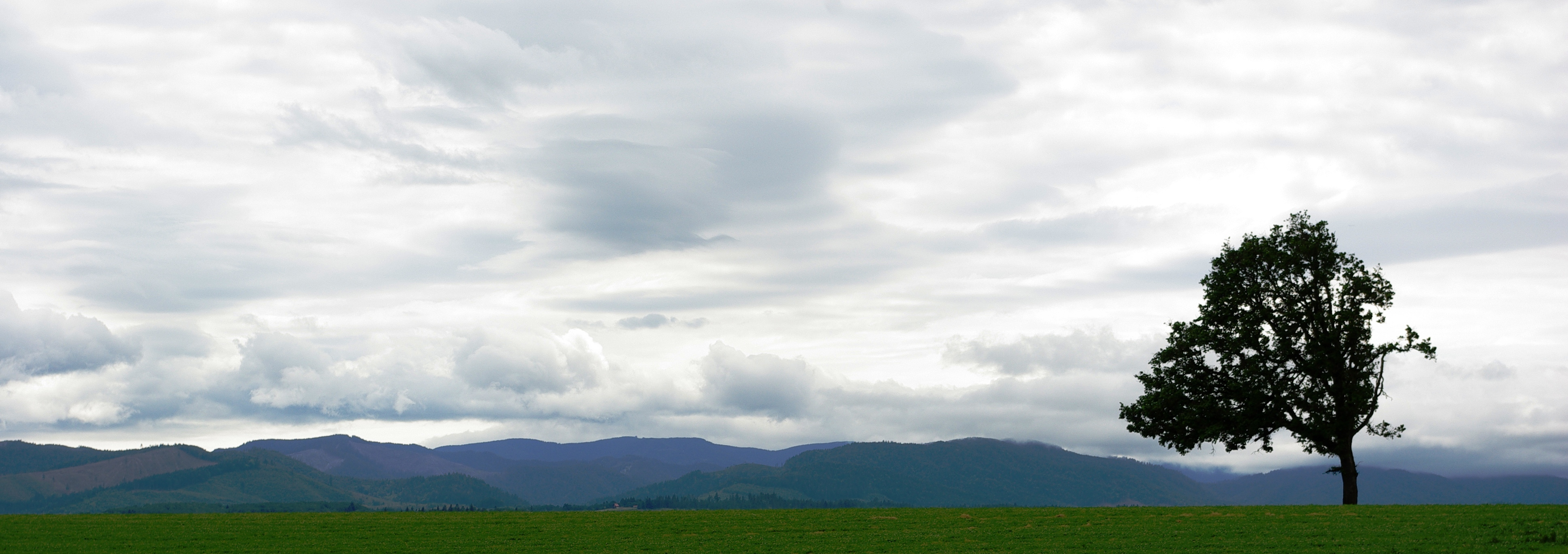
Camp agrícola i arbre prop de Perrydale

- Comtat de Tillamook (nord-oest)
- Comtat de Yamhill (nord)
- Comtat de Marion (est)
- Comtat de Linn (sud-est)
- Comtat de Benton (sud)
- Comtat de Lincoln (oest)

### Entitats de població
Ciutats
- Dallas (seu del comtat)
- Falls City
- Independence
- Monmouth
- Salem (parcialment)
- Willamina (parcialment)

Llocs designats pel cens
- Eola
- Fort Hill
- Grand Ronde
- Rickreall

Comunitats no incorporades
- Airlie
- Ballston
- Bethel
- Black Rock
- Bridgeport
- Brunks Corner
- Buena Vista
- Crowley
- Ellendale
- Lewisville
- McCoy
- Modeville
- Pedee
- Perrydale
- Salt Creek
- Suver
- Valley Junction
- Valsetz
- Zena

## Demografia

### Cens del 2020
Segons el cens del 2020, hi havia 87.433 persones, 30.305 llars. La densitat de població era 101.8 habitants per milla quadrada (39.3/km2). Hi havia 30.302 habitatges amb una densitat mitjana de 15,8 habitatges/km² (40,9 habitatges per milla quadrada). El perfil racial del comtat era: un 85,9% blancs, un 2,1% d'amerindis, un 1,9% d'asiàtics, un 0,6% de negres o afroamericans, 0,3% d'illencs del Pacífic, un 5,4% d'altres races i un 3,8% de dues o més races. Els d'origen hispà o llatí constituïen el 12,1% de la població. Pel que fa a l'ascendència, el 22,4% eren alemanys, el 16,4% anglesos, el 10,4% irlandesos i el 6,4% nord-americans.
Dels 28.288 habitatges, el 32,4% tenien menors de 18 anys vivint-hi, el 54,2% eren parelles casades vivint juntes, el 10,3% tenien una dona cap de família sense marit present, el 30,9% no eren famílies i el 23,0% de totes les llars estaven formades per una sola persona. La mida mitjana de les llars era de 2,60 persones augmentant a 3,06 en el cas dels habitatges ocupats per famílies.
La renda mediana per llar al comtat era de 50.975 dòlars i la renda mediana per família era de 61.418 dòlars. Els homes tenien una renda mediana de 46.616 dòlars enfront dels 35.371 dòlars de les dones. La renda per càpita del comtat era de 24.345 dòlars. Un el 8,8% de les famílies i el 12,9% de la població estaven per sota del llindar de pobresa, incloent-hi el 17,2% dels menors de 18 anys i el 6,8% dels majors de 65 anys.

### Cens del 2010
En el cens del 2010, hi havia 75.403 persones, 28.288 llars i 19.545 famílies vivint al comtat. La densitat de població era 102 habitants per milla quadrada (39/km2). Hi havia 30.302 habitatges amb una densitat mitjana de 16 habitatges/km² (41 habitatges per milla quadrada). El perfil  racial del comtat era: d'un 85,9% de  blancs, un 0,6% de negres o afroamericans, un 2,1% de nadius americans, 1,9% d'asiàtics, un 0,3% d'illencs del Pacífic, un 5,4% d'altres races i 3,8% de dues o més races. El 12,1% de la població era hispana o llatina de qualsevol raça.
Al 2010 hi havia 28.288 llars, de les quals el 32,4% tenien menors de 18 anys que vivien amb elles, el 54,2% eren parelles casades que vivien juntes, el 10,3% tenien una dona cap de família sense marit present i el 30,9% no eren famílies. El 23% de totes les llars estaven formades per una sola persona, i el 9,8% d'aquestes hi vivia una persona de 65 anys o més. La mida mitjana de les llars era de 2,60 i la mida mitjana de les famílies era de 3,06.
Al comtat la població estava repartida en les següents franges etàries: un 24,3% menor de 18 anys i un 14,8% de 65 anys o més. L'edat mitjana era de 37,1 anys. Per cada 100 dones, hi havia 94,8 homes. Per cada 100 dones de 18 anys o més, hi havia 91,8 homes.
La renda mediana per llar al comtat era de 42.311 dòlars, i la renda mediana per família era de 50.483 dòlars. Els homes tenien una renda mediana de 36.667 dòlars enfront dels 26.272 dòlars de la de les dones. La renda per càpita del comtat era de 19.282 dòlars. Un 6,30% de les famílies i l'11,50% de la població estaven per sota del llindar de pobresa, entre aquests el 12,50% dels menors de 18 anys i el 5,50% dels majors de 65 anys.

## Política
Tot i que el comtat de Polk es troba a l'oest d'Oregon, políticament s'alinea amb la part oriental de l'estat. La majoria dels votants registrats que formen part d'un partit polític al comtat de Polk, així com a la majoria dels comtats rurals d'Oregon, són membres del Partit Republicà.
A les eleccions presidencials del 2012 el 50,54% dels votants del comtat de Polk votaren pel republicà Mitt Romney, mentre que el 46,21% van votar pel demòcrata Barack Obama i el 3,25% van votar per un candidat d'un tercer partit o van escriure la proposta de candidat. Aquestes xifres mostren un canvi cap al candidat republicà en comparació amb les eleccions presidencials del 2008en què el 48,92% dels votants del comtat de Polk van votar pel republicà John McCain, mentre que el 48,43% van votar per Barack Obama i el 2,64% van votar per un candidat d'un tercer partit o van escriure la proposta d'un candidat. L'actuació d'Obama el 2008 va ser la millor d'un demòcrata des que Lyndon Johnson guanyés el comtat el 1964; els únics altres demòcrates que han guanyat el comtat de Polk foren Franklin Roosevelt el 1932 i el 1936, Woodrow Wilson el 1912 i William Jennings Bryan el 1896.

## Educació
Els districtes escolars de K-12 inclouen:
- Districte Escolar 4J d'Amity
- Districte Escolar Central 13J
- Districte Escolar 2 de Dallas
- Districte Escolar 57 de Falls City
- Districte Escolar 21 de Perrydale
- Districte escolar 17J de Philomath
- Districte escolar de Salem-Keizer 24J
- Districte escolar 48J de Sheridan
- Districte Escolar 30J de Willamina

Tot el comtat de Polk és al districte de Chemeketa Community College.